# Waigaoqiao Baoshuiqu Nan
Waigaoqiao Baoshuiqu Nan (chiń. 外高桥保税区南站) – stacja początkowa metra w Szanghaju, na linii 6. Zlokalizowana jest pomiędzy stacjami Hangjin Lu i Zhouhai LuNan. Została otwarta 29 grudnia 2007.